# Lutjeloosche Mede
Lutjeloosche Mede is een voormalig waterschap in de Nederlandse provincie Groningen.
Het schap dat ten zuiden van Blijham lag, verzorgde de bemaling van zijn gronden.
Waterstaatkundig gezien ligt het gebied sinds 2000 binnen dat van het waterschap Hunze en Aa's.